# Apystomyiidae
Famille
Les Apystomyiidae sont une famille de diptères.

## Liste des genres
Selon BioLib (30 juin 2020) :
- genre Apystomyia Melander, 1950
- genre Hilarimorphites Grimaldi & Cumming, 1999 †